# Laenagenius apterus
Laenagenius apterus es una especie de coleóptero de la familia Pterogeniidae.

## Distribución geográfica
Habita en China.